# Woerdense Verlaat
Woerdense Verlaat est un village néerlandais dans la commune de Nieuwkoop en Hollande-Méridionale. Le village est situé au bord des Nieuwkoopse Plassen, à l'endroit où Grecht et Kromme Mijdrecht se rencontrent.

## Histoire
Le village s'est établi à partir de 1448, lorsqu'une écluse est construit dans le Grecht. Le mot verlaat indique un type d'écluse.
Jusqu'en 1989, le village appartenait à trois communes et deux provinces. Cette situation complexe a pris fin le 1er janvier 1989 : depuis, le village appartient entièrement à la commune de Nieuwkoop en Hollande-Méridionale.

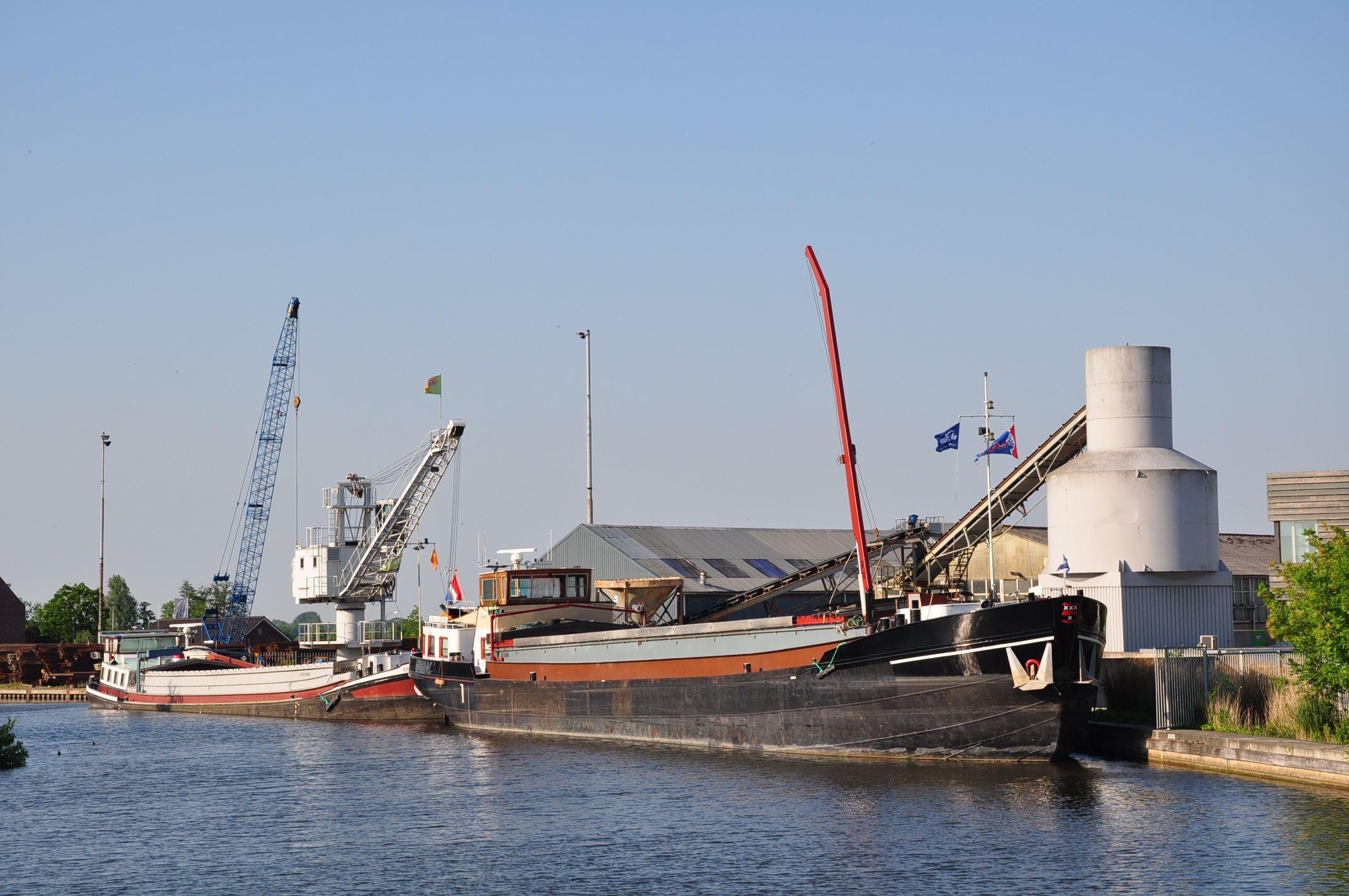
Port sur le Kromme Mijdrecht

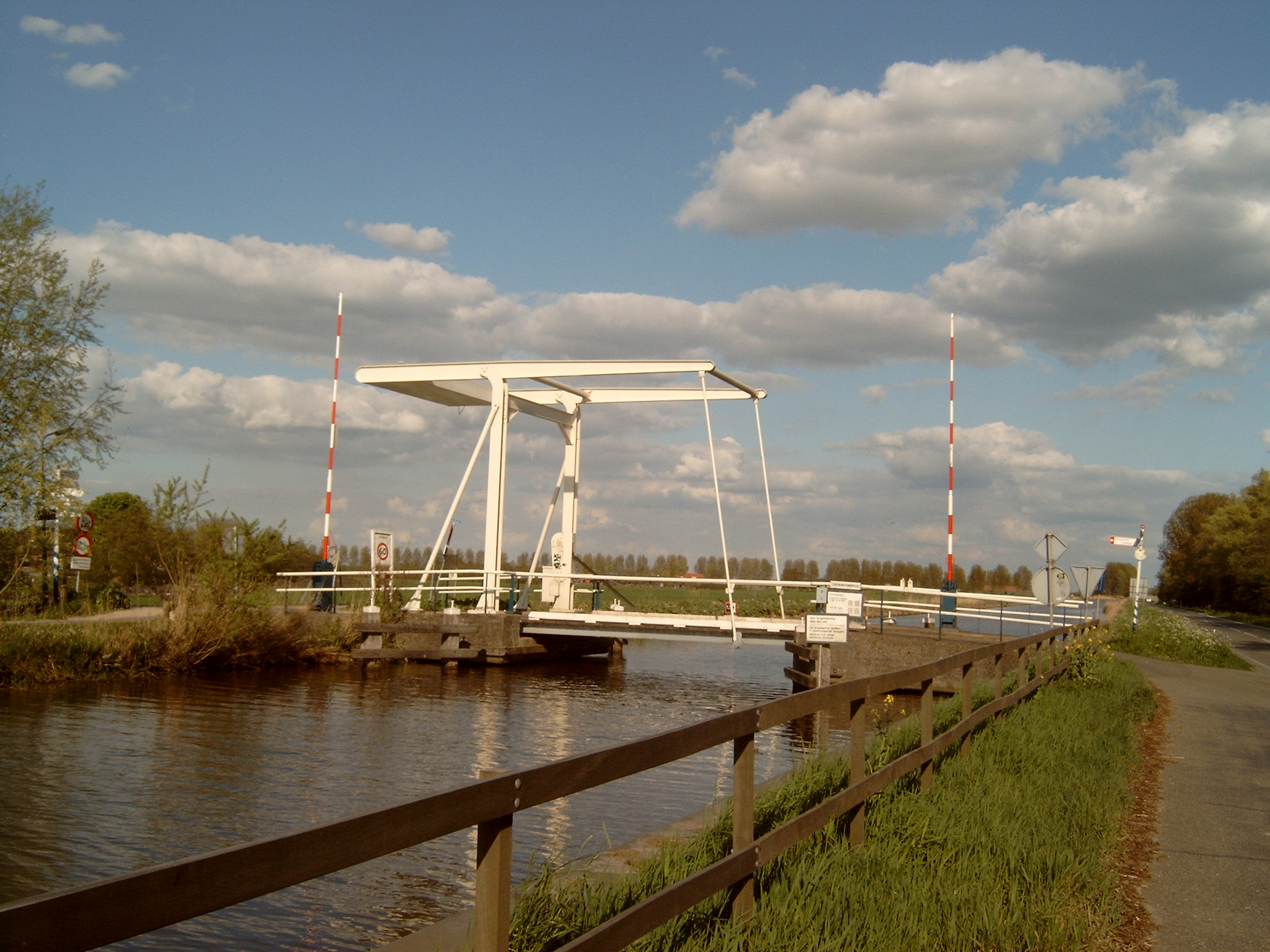
pont basculant à Woerdense Verlaat